# Undercolors of Benetton
Undercolors of Benetton je módní značka, zaměřující se na spodní prádlo, plavky a noční oblečení pro ženy, muže i děti všech věkových kategorií. Tato firma je členem společnosti United Colors of Benetton.
Široký výběr nejrůznějších barevných odstínů je k dispozici v každé nové kolekci této společnosti.
Společnost má přes 500 samostatných prodejen ve třiceti zemích světa, výrobky se však nacházejí i ve vybraných prodejnách Benettonu.

## Galerie

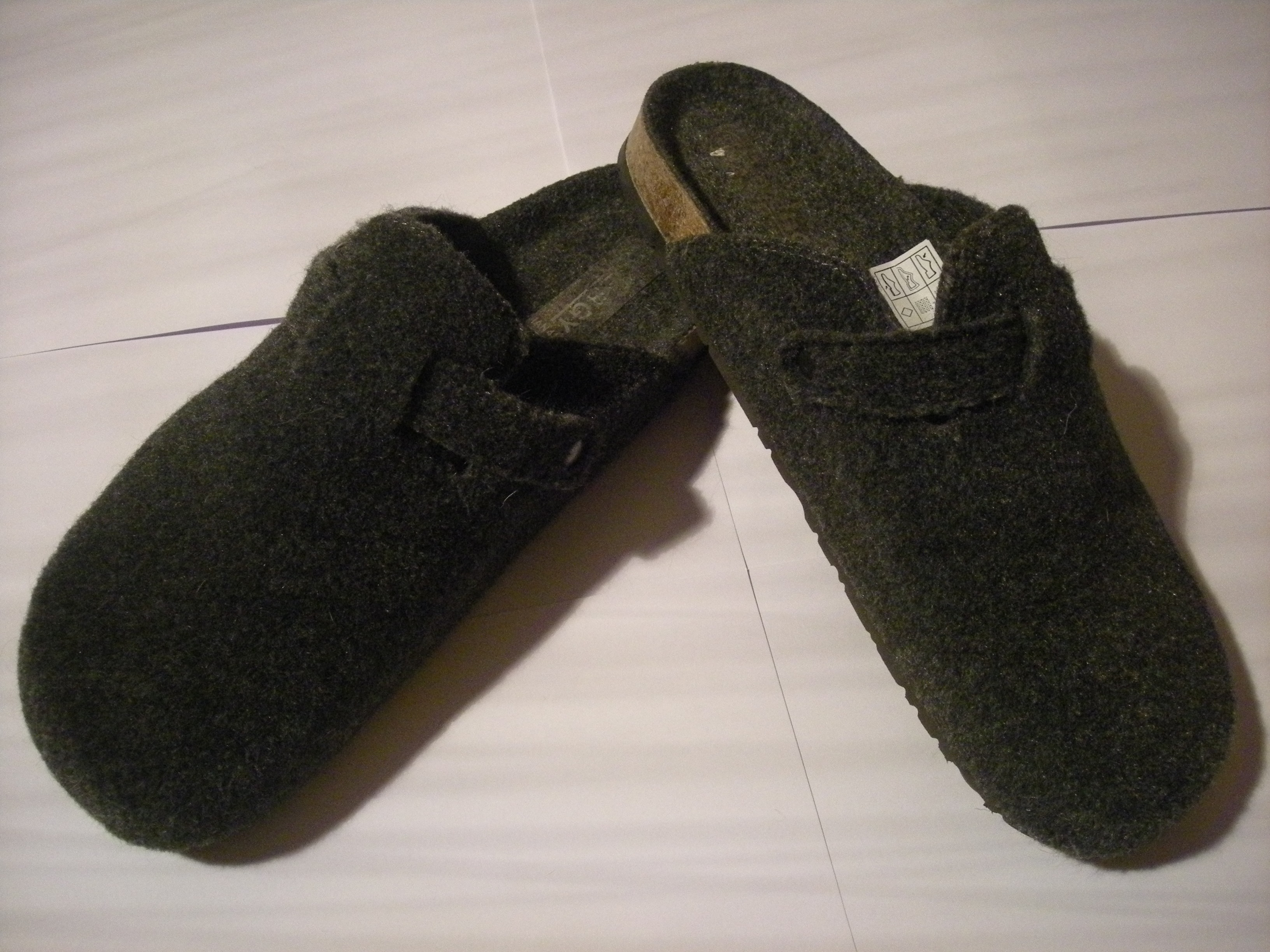
Pánské papuče Undercolors of Benetton.
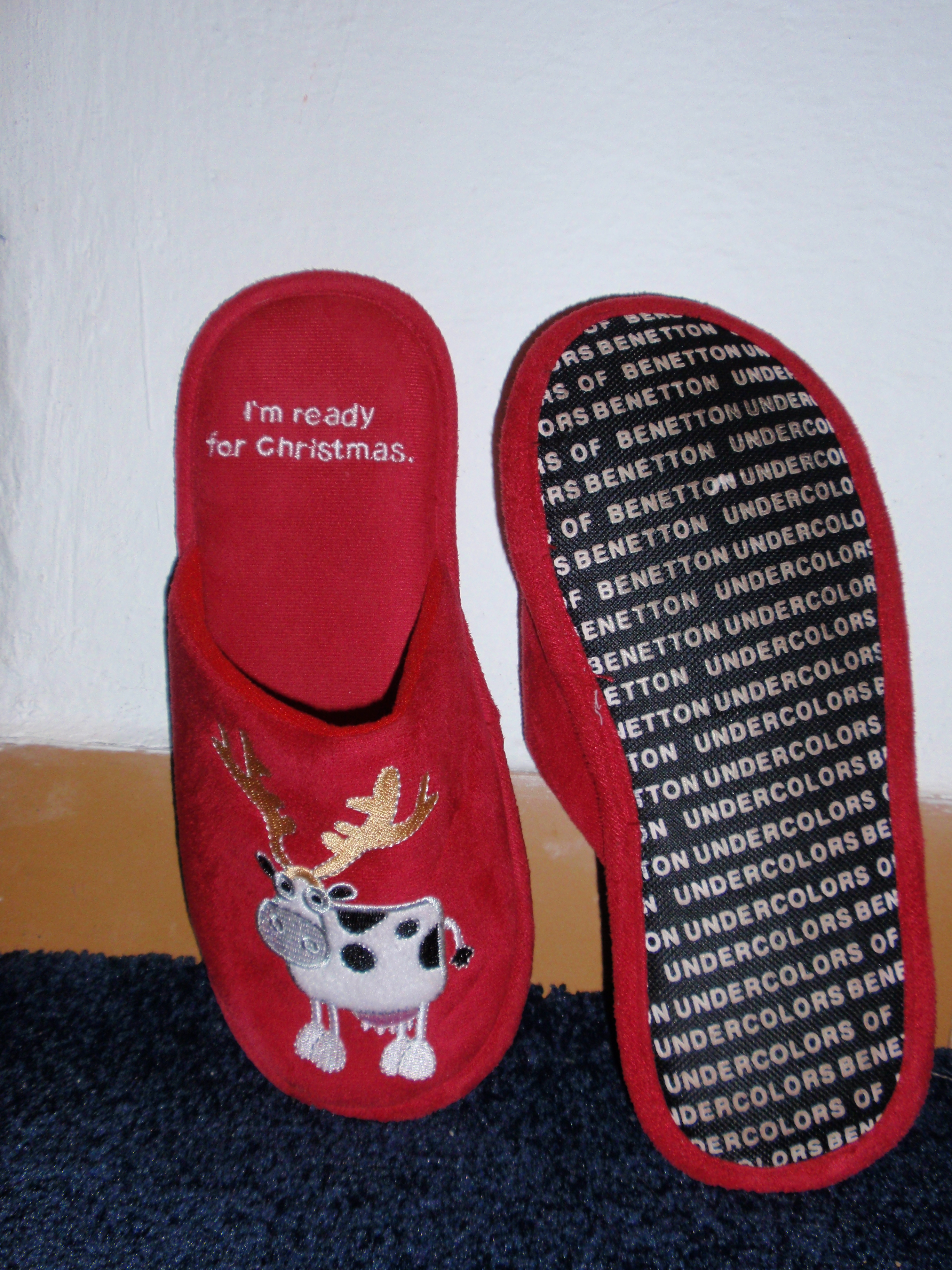
Dětské papučky undercolors of Benetton.